# María Teresa González
María Teresa González (Gijón, 28 de noviembre de 1950-ibídem, 23 de mayo de 1995) fue una poeta y escritora asturiana, colaboradora habitual de las revistas asturianas Lletres Asturianes y Lúnula. Se le dedicó la XXIX Semana de las Letras Asturianas en el 2008.

## Biografía
Nacida en el barrio obrero de Tremañes, a los diecisiete años entró como aprendiz en la empresa de aplicaciones eléctricas CRADY; en esta fábrica siguió trabajando hasta su cierre en 1987. Fue junto a su marido Vicente García Oliva una de las fundadoras del núcleo gijonés de Conceyu Bable en 1975. Empezó a escribir sus primeros poemas alrededor del año 1984 y con ellos gana sus primeros concursos literarios en diversas publicaciones.
En 1987 publica su primer libro de poemas: Collaciu de la nueche. En 1993 publica su poemario en asturiano Heliocentru y en 1994 su primer y único libro de relatos: La casa y otros cuentos. Falleció en su ciudad natal en 1995, después de una larga enfermedad.
Está representada en varias antologías tanto como poeta como narradora: Antoloxía poética del Surdimientu 1989, El secretu de la lluvia 1992, La patria de la piel 1992, Antoloxía del cuentu asturianu contemporaniu 1994, Muyeres que cuenten 1995 y Les muyeres y los díes de la poesía asturiana contemporánea 1995. En 1996, el Ateneo Obrero de Gijón publicó su obra de poesía completa, en la colección «Tiempu de cristal»